# Vallasek Júlia
Vallasek Júlia (Kolozsvár, 1975. október 13.) erdélyi magyar irodalomtörténész, irodalomkritikus, műfordító, Vallasek Márta és Vallasek István Pál leánya, Balázs Imre József felesége.

## Életútja, munkássága
Középiskoláit szülővárosában végezte, majd a BBTE-n szerzett magyar–angol szakos tanári képesítést (1998), a Debreceni Egyetemen doktori címet. 1999-től a BBTE Politika-, Közigazgatás- és Kommunikációtudományi Karán előbb óraadó, majd adjunktus, később docens.
Kutatásai főképp a 20. századi erdélyi magyar irodalomra és irodalmi sajtóra irányulnak. Tanulmányait alapos tárgyismeret, a vizsgált korszakok és témák sokoldalú és elmélyült megközelítése jellemzi. Cikkei, tanulmányai, műfordításai 1997 óta rendszeresen jelennek meg a hazai és magyarországi folyóiratokban, önálló és gyűjteményes kötetekben. Több, az erdélyi magyar irodalom örökségéhez tartozó kötetet válogatott, ill. rendezett sajtó alá és látott el bevezető tanulmánnyal:
- Jékely Zoltán: Boszorkányok a Szőlő utcában (Marosvásárhely, 2002)
- Tabéry Géza: A Frimont-palota (Nagyvárad, 2005)
- Szemlér Ferenc: Hajnali eső (válogatott versek, Kolozsvár, 2006)
- Horváth István: Tiszta vizek sodra (Csíkszereda, 2008)

Bevezető tanulmányával (és részben fordításában) jelentek meg Balázs Ferencnek feleségéhez írott levelei („Csillagokhoz kötöttük szekerünk”. Kolozsvár, 2002).
Jane Austen munkáinak kiváló ismerője és fordítója. Austen leveleinek első magyar nyelvű gyűjteményét 2014-ben rendezte sajtó alá, 2021-ben pedig Jane Austen minden napra címmel szerkesztett kiadványt a budapesti Manó Könyvek számára.

## Fordításkötetei
- Nicolae Balotă: A láthatatlan képe (Kolozsvár, 2000)
- Mircea Iorgulescu: A nagy zsibvásár (Marosvásárhely, 2000)
- A tó kisasszonya (Mesék. Csíkszereda, 2006. Nagyapó Mesefája)
- Nicolae Balotă: Romániai magyar írók (Marosvásárhely, 2007)
- Mihail Sebastian: Napló (1935-1944) (Kolozsvár, 2009)
- Jack Holland: Nőgyűlölet. (Csíkszereda, 2011)
- Voicu Bojan: Hörcsögmesék (Kolozsvár, 2012)
- Jane Austen: Levelei (Kolozsvár, 2014, Budapest 2020)
- Mircea Eliade: Maitreyi. Bengáli éjszaka (Budapest, 2015)
- Norman Manea: Kötelező boldogság (Budapest, 2016)
- Max Blecher: Történetek a közvetlen irrealitásban (Kolozsvár, 2016)
- Lucian Boia: A román kommunizmus különös története (Kolozsvár, 2017)
- Bogdan Suceavă: Éjszaka valaki meghalt érted (Marosvásárhely, 2020)
- Katherine Woodfine: Oltári Austen - Büszkeség és balítélet (Budapest, 2022)
- Katy Birchall: Oltári Austen - Emma (Budapest, 2023)
- Nardiner Dhami: Oltári Austen - Meggyőző érvek (Budapest, 2023)
- Lucian Boia: A románok és Európa. Egy meglepő történet (Kolozsvár, 2023)
- Doina Gecse-Borgovan: Haza: úton (Marosvásárhely, 2025)

## Önálló kötetei
- Sajtótörténeti esszék. Négy folyóirat szerepe 1940–1944 között az észak-erdélyi kulturális életben (Kolozsvár, 2003);
- Elváltozott világ. Az erdélyi magyar irodalom 1940–1944 között (Debrecen 2004) (https://dea.lib.unideb.hu/dea/bitstream/handle/2437/101428/CSK030.pdf)
- Lassú utazások könyve (esszék, kritikák. Kolozsvár, 2005. Ariadné Könyvek)
- Angolkeringő. Esszék a kortárs angol irodalomról; Gondolat, Bp., 2015

- Hírközlés és irodalom. Sajtó- és kultúrtörténeti tanulmányok, Presa Universitară Clujeană, Kolozsvár, 2021

## Díjak, elismerések
- Látó-nívódíj (2001)
- A Magyar Tudományos Akadémia Arany János Fiatal Kutatói Díja (2005)
- Déry Tibor-díj (2009)
- Dsida Jenő-díj, Romániai Írók Szövetsége, Kolozsvári Fiók, 2016
- Fordítói különdíj, Romániai Írók Szövetsége, Marosvásárhelyi Fiók, 2024